# Астерион (анатомия)

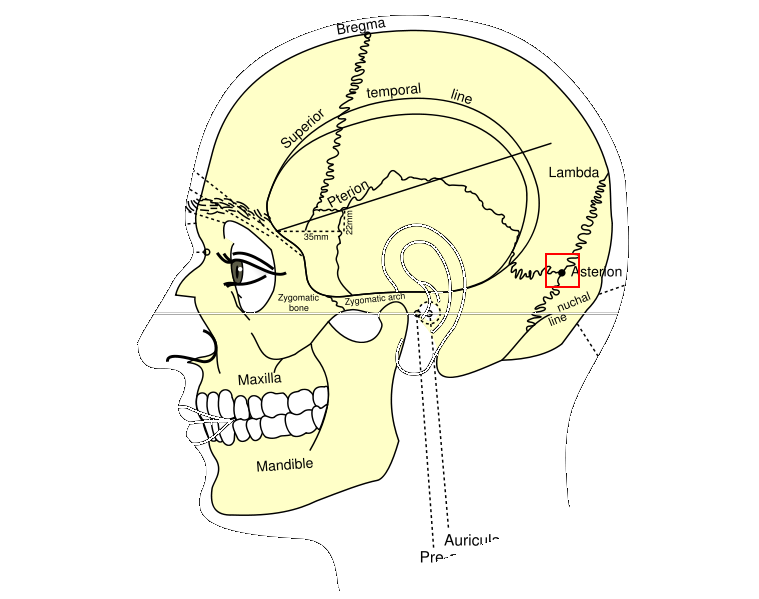
Вид черепа сбоку. Астерион отмечен справа

Асте́рион (asterion, ast) — краниометрическая точка на нижне-боковой поверхности черепа, в месте схождения ламбдовидного, затылочно-сосцевидного и теменно-сосцевидного швов. Является, таким образом, местом стыка трёх костей: затылочной, теменной и каменистой части височной кости.
Название происходит от греч. αστηρ — «звезда».
У детей соответствует расположению звёздчатого родничка.
У взрослых находится на 4 см кзади и 12 мм выше наружного слухового прохода.
Используется в краниометрических исследованиях, а также при нейрохирургических операциях для ориентировки и безопасного проникновения в полость черепа.